# Vlag van de Republiek van de Rio Grande

Vlag van de Republiek van de Rio Grande

De vlag van de Republiek van de Rio Grande was in 1840 gedurende 283 dagen in gebruik; net zo lang als dat de Republiek van de Rio Grande zelf heeft bestaan. Dit land bestond uit de Mexicaanse staten Coahuila, Nuevo León en Tamaulipas. De vlag werd niet meer gebruikt na de nederlaag van de Republiek van de Rio Grande door Mexicaanse troepen.
Deze staten werden in de vlag vertegenwoordigd door drie witte sterren. Deze sterren staan aan de hijszijde in een verticale blauwe baan. Rechts van deze baan is de vlag horizontaal in drieën verdeeld: een witte, een rode en een zwarte band. Het ontwerp werd beïnvloed door de vlag van Texas, omdat de leiders van Texas en die van de Republiek van de Rio Grande dezelfde idealen deelden.
Tot op heden is er een debat gaande over de kleur van de onderste horizontale baan. Meestal wordt aangenomen dat deze zwart is, maar volgens een alternatieve zienswijze was deze donkergroen. De donkergroene kleur zou vanwege een slechte productie tot zwart vervaagd zijn. Omdat de mensen achter de scheiding van Coahuila, Nuevo León en Tamaulipas Mexicanen waren, kan men de stelling verdedigen dat zij de kleuren van de Mexicaanse vlag gebruikten op het ontwerp van de Texaanse vlag.
Historici hebben opgemerkt dat, hoe de vlag er ook uitzag, hij overeenkomsten vertoonde met de vlag van de Republiek Texas uit 1839 en de vlag van 1841 van de latere Republiek Yucatán.

Deze variant toont een zwarte streep
Deze variant toont een groene streep
Deze variant heeft een donkerblauwe onderste streep

De krant Morning Times uit het Texaanse Laredo heeft als eerbetoon aan de republiek, naast de gebruikelijke zes vlaggen boven Texas, ook de vlag van de Republiek van de Rio Grande in haar logo.
De vlag van Laredo (Texas) is gebaseerd op de vlag van de Republiek van de Rio Grande.